# Ключевая (Ярославская область)
Ключевая — деревня в Любимском районе Ярославской области. Входит в состав Ермаковского сельского поселения.

## История
Основано как Огрызково. Жители участвовали в Великой Отечественной войне. В 1965 году Указом Президиума ВС РСФСР деревня Огрызково переименована в Ключевая по причине неблагозвучия. Сюда переселено село Элноть.

## Население
| 2007 | 2010 |
| ---- | ---- |
| 6    | ↘3   |

| Год  | Число постоянных хозяйств | Численность населения, чел | Численность населения, чел                         | Численность населения, чел                        |
| Год  | Число постоянных хозяйств | Всего                      | В том числе зарегистрированных по месту жительства | Проживающих 1 год и более и не зарегистрированных |
| ---- | ------------------------- | -------------------------- | -------------------------------------------------- | ------------------------------------------------- |
| 2015 | 1                         | 2                          | 2                                                  | 0                                                 |
| 2016 | 1                         | 2                          | 2                                                  | 0                                                 |
| 2017 | 2                         | 3                          | 2                                                  | 1                                                 |
| 2018 | 2                         | 3                          | 2                                                  | 1                                                 |
| 2019 | 2                         | 3                          | 2                                                  | 1                                                 |
| 2020 | 2                         | 3                          | 2                                                  | 1                                                 |
| 2021 | 2                         | 2                          | 1                                                  | 1                                                 |
| 2022 | 3                         | 4                          | 1                                                  | 3                                                 |
| 2023 | 3                         | 4                          | 1                                                  | 3                                                 |

## Известные уроженцы
- Троицкий, Александр Фёдорович (1925—2014) — Герой Социалистического Труда[15].